# Парі Локі
Парі Локі — це нерозумне наполягання на тому, що поняття не може бути визначене, а отже, не може бути обговорене.
За твором Прозова Едда (Skáldskaparmál ch. 35), скандинавський бог Локі одного разу уклав парі з гномом Брокком і поставив свою голову. Він програв, і свого часу гноми прийшли забрати голову. У Локі не було проблем із тим, щоб віддати голову, але він наполягав, що вони не мають жодного права відбирати будь-яку частину його шиї. Усі зацікавлені обговорили це питання; певні частини, очевидно, були головою, а певні частини, очевидно, були шиєю, але жодна зі сторін не могла погодитися, де закінчується одна і починається інша. Локі вдалось залишити свою голову в себе назавжди, хоча його губи були зашиті як покарання за те, що він вийшов із парі хитрою грою слів.